# Pagani (famiglia)

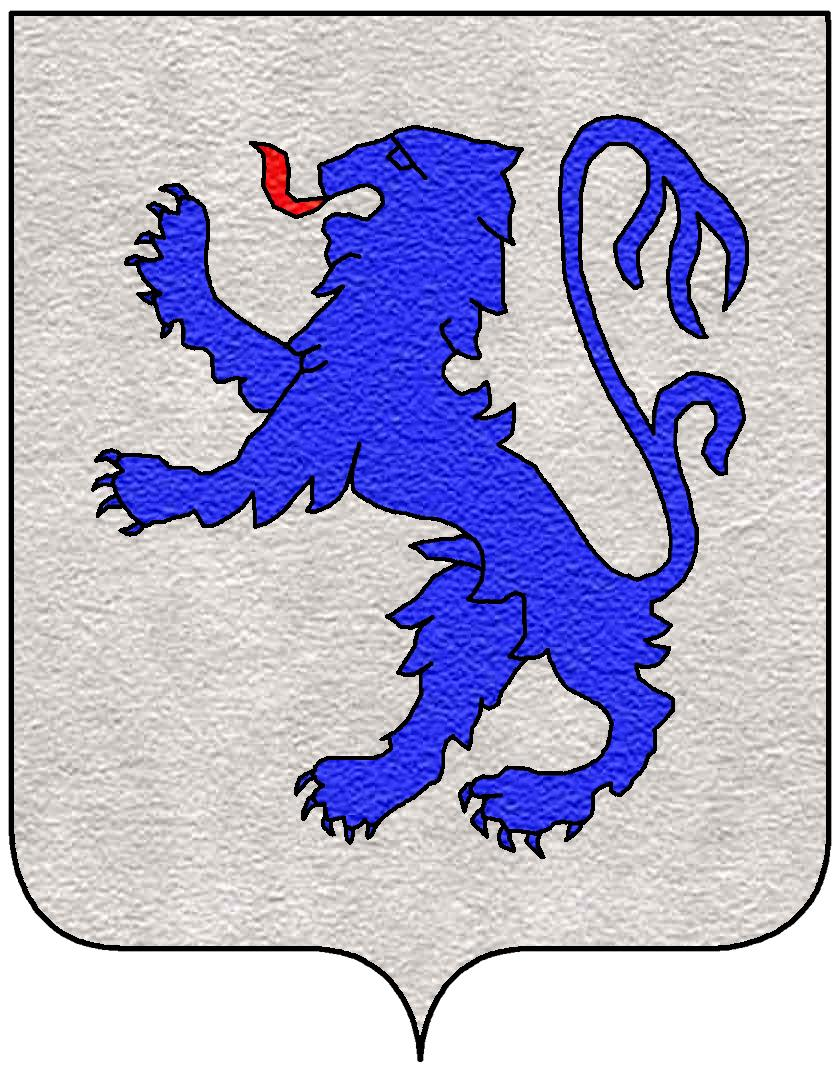
Stemma Pagani

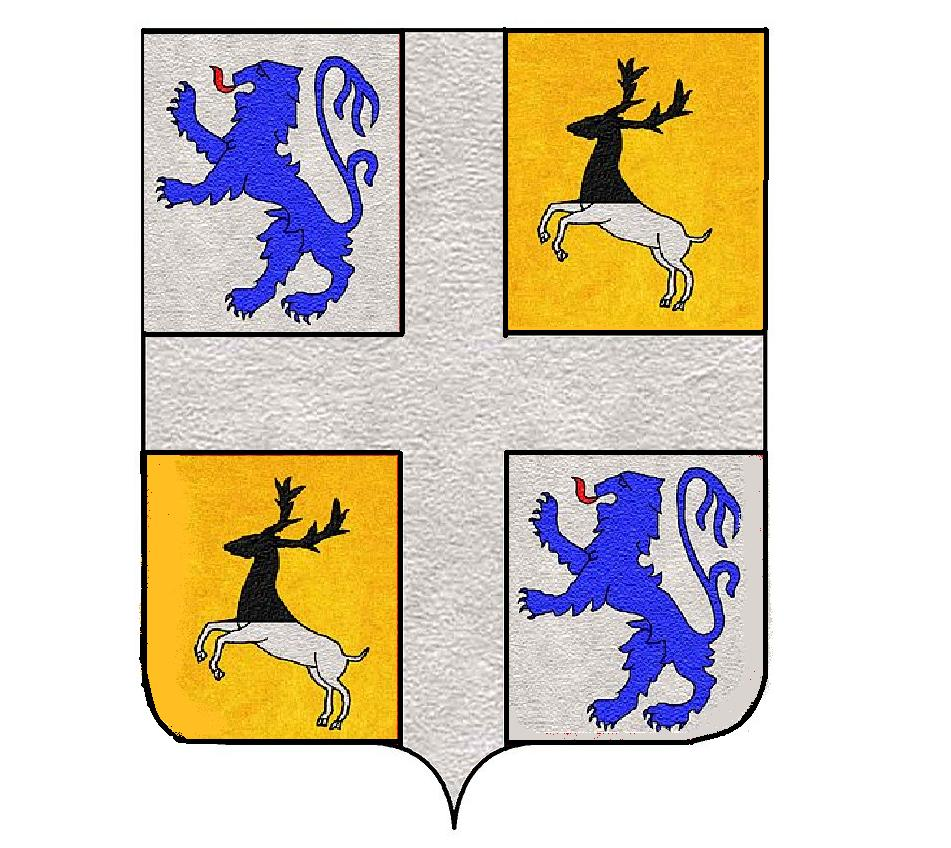
Stemma Pagani

I Pagani furono una nobile famiglia della Toscana, originaria di Susinana.

## Storia
Il casato dei Pagani possedeva fin dall'XI secolo numerosi castelli nella valle del Senio, tra Imola e Faenza; tra essi spiccava quello di Susinana. L'emblema della famiglia era un leone azzurro in campo argenteo (il lïoncel dal nido bianco cantato da Dante nella Divina Commedia). Ghibellini per tradizione, i primi personaggi di spicco della famiglia combatterono a fianco di Federico I di Svevia e Federico II, condividendone le sorti in battaglia.
I Pagani furono protagonisti della vita politica imolese. Nel 1263 Pietro III occupò militarmente Imola e se ne fece signore sfidando l'egemonia bolognese sulla città.  Inoltre si impossessò della rocca di Tossignano. Ma le forze di Bologna, preponderanti, poco tempo dopo lo costrinsero alla fuga. Dei suoi quattro figli, il primogenito fu Andrea Simone Pagani; il secondogenito fu Maghinardo Pagani. Quest'ultimo fu capo ghibellino e formò la Lega amicorum tra le forze ghibelline di Cesena, Forlì, Faenza e Imola. Fu capitano del popolo e podestà di Faenza e di Imola e capitano del popolo di Forlì.
I Pagani continuarono a guerreggiare nel territorio tra Imola e Faenza fino a quando nel 1308 le milizie faentine non riuscirono a sconfiggerli definitivamente, devastandone le terre e atterrando la rocca di Susinana.